# UFC Fight Night: Gustafsson vs. Teixeira
UFC Fight Night: Gustafsson vs. Teixeira (también conocido como UFC Fight Night 109) fue un evento de artes marciales mixtas organizado por Ultimate Fighting Championship. Se llevó a cabo el 28 de mayo de 2017 en el Ericsson Globe, en Estocolmo.

## Historia
El evento estelar contó con un combate de peso semipesado entre Alexander Gustafsson y Glover Teixeira.
En el evento coestelar se enfrentaron Volkan Oezdemir y Misha Cirkunov en un combate de peso semipesado.